# Mistrzostwa Świata w Łyżwiarstwie Szybkim w Wieloboju 1923
24. mistrzostwa świata w łyżwiarstwie szybkim w wieloboju odbyły się w dniach 10–11 lutego 1923 roku w stolicy Szwecji, Sztokholmie. Zawodnicy startowali na sztucznym lodowisku na Östermalms Idrottsplats. W zawodach wzięli udział tylko mężczyźni. Łyżwiarze startowali na czterech dystansach: 500 m, 1500 m, 5000 m, 10000 m. Mistrzem świata został Fin Clas Thunberg. O tym, które miejsca zajmowali zawodnicy decydowała mniejsza liczba punktów. Liczba punktów była identyczna z miejscem zajętym w danym biegu (1. miejsce – 1 punkt, 2. miejsce – 2 punkty itd.).

## Uczestnicy
W zawodach wzięło udział 18 łyżwiarzy z 4 krajów. Sklasyfikowanych zostało 18.
| Państwa biorące udział w mistrzostwach | Państwa biorące udział w mistrzostwach | Państwa biorące udział w mistrzostwach | Państwa biorące udział w mistrzostwach |
| -------------------------------------- | -------------------------------------- | -------------------------------------- | -------------------------------------- |
| Finlandia                              | Norwegia                               | Szwecja                                | ZSRR                                   |

## Wyniki
| Pozycja | Zawodnik         | Kraj      | 500 m      | 5000 m        | 1500 m       | 10000 m       | Pkt. |
| ------- | ---------------- | --------- | ---------- | ------------- | ------------ | ------------- | ---- |
| 01 !    | Clas Thunberg    | Finlandia | 45.2 (1.)  | 9:10.3 (2.)   | 2:26.3 (2.)  | 18:21.3 (6.)  | 11   |
| 02 !    | Harald Strøm     | Norwegia  | 47.4 (6.)  | 9:13.6 (3.)   | 2:27.2 (3.)  | 17:58.4 (1.)  | 13   |
| 03 !    | Jakow Mielnikow  | ZSRR      | 47.0 (4.)  | 9:06.2 (1.)   | 2:30.4 (6.)  | 18:09.0 (3.)  | 14   |
| 4.      | Roald Larsen     | Norwegia  | 47.6 (7.)  | 9:17.8 (5.)   | 2:24.9 (1.)  | 18:14.4 (4.)  | 17   |
| 5.      | Ole Olsen        | Norwegia  | 49.3 (13.) | 9:16.5 (4.)   | 2:29.5 (5.)  | 17:59.9 (2.)  | 24   |
| 6.      | Julius Skutnabb  | Finlandia | 48.0 (8.)  | 9:20.4 (6.)   | 2:28.0 (4.)  | 18:23.2 (7.)  | 25   |
| 7.      | Oskar Olsen      | Norwegia  | 45.9 (2.)  | 9:23.3 (8.)   | 2:34.1 (15.) | 18:48.4 (11.) | 36   |
| 8.      | Eric Blomgren    | Szwecja   | 48.4 (9.)  | 9:29.1 (10.)  | 2:31.6 (9.)  | 18:28.3 (8.)  | 36   |
| 9.      | Fridtjof Paulsen | Norwegia  | 49.6 (14.) | 9:22.4 (7.)   | 2:30.8 (7.)  | 18:29.2 (9.)  | 37   |
| 10.     | Płaton Ippolitow | ZSRR      | 49.8 (15.) | 9:32.8 (11.)  | 2:32.5 (10.) | 18:19.3 (5.)  | 41   |
| 11.     | Asser Wallenius  | Finlandia | 46.9 (3.)  | 9:53.0 (16.)  | 2:32.6 (11.) | 18:56.5 (12.) | 42   |
| 12.     | Harald Halvorsen | Norwegia  | 47.2 (5.)  | 9:49.7 (14.)  | 2:31.3 (8.)  | 19:17.8 (15.) | 42   |
| 13.     | Toivo Ovaska     | Finlandia | 48.7 (10.) | 9:49.3 (13.)  | 2:33.5 (12.) | 19:29.2 (17.) | 52   |
| 14.     | Karl Bergström   | Finlandia | 51.1 (16.) | 9:26.5 (9.)   | 2:39.3 (17.) | 18:35.3 (10.) | 52.5 |
| 15.     | Knut Sundheim    | Norwegia  | 49.2 (12.) | 9:50.8 (15.)  | 2:33.8 (14.) | 19:07.0 (14.) | 55   |
| 16.     | Werner Eriksson  | Szwecja   | 48.9 (11.) | 10:15.3 (18.) | 2:33.6 (13.) | 19:22.9 (16.) | 58   |
| 17.     | Gustaf Andersson | Szwecja   | 51.2 (18.) | 9:32.9 (12.)  | 2:38.6 (16.) | 19:06.6 (13.) | 59   |
| 18.     | Karl Johansson   | Szwecja   | 51.1 (16.) | 10:02.6 (17.) | 2:39.6 (18.) | 19:32.9 (18.) | 69.5 |